# Henric al II-lea de Suabia
Henric al II-lea  (n. 1211, Palermo, Sicilia – d.c. 12 februarie 1242, Martirano, Calabria), membru al dinastiei Hohenstaufen, a fost rege al Siciliei între 1212 și 1217, duce de Suabia din 1216 până în 1235 și rege al Romanilor (formal Rex Romanorum) între 1220 și 1235.

## Sub custodie
Henric a fost singurul fiu al împăratului Frederic al II-lea (față de care a fost și co-rege) cu prima soție a acestuia, Constanța de Aragon. De asemenea, el era frate mai mare al lui Conrad al IV-lea al Germaniei. El a fost cel de al șaptelea Henric care a condus Sfântul Imperiu Roman, însă pentru a nu fi confundat cu împăratul romano-german Henric al VII-lea (1312–1313), Henric nu este numit în istorie „Henric al VII-lea”.
Pe când Frederic al II-lea lupta pentru a obține coroana Sfântului Imperiu Roman, el l-a încoronat pe fiul său ca rege al Siciliei în februarie 1212, cu acordul papei Inocențiu al III-lea, în condițiile în care o înțelegere între Frederic și papă stipula ca regatele germane și Siciliei să nu fie unite sub același conducător. Din acest motiv, regența în Regatul Siciliei a revenit mamei sale și nu tatălui.
Cu toate acestea, după moartea lui papei Inocențiu în 1216, Frederic l-a chemat pe fiul său în Sfântul Imperiu Roman și și-a reluat titlul de rege al Siciliei în 1217. Mama lui Henric a rămas regentă în Sicilia, de această dată în numele lui Frederic, până în 1220.
În Sfântul Imperiu Roman, Frederic al II-lea i-a încredințat lui Henric Ducatul de Suabia. După încheierea ramurii de Zähringen în 1219, Henric a obținut și titlul de rector de Burgundia, deși acest titlu a dispărut din nou după ce Henric va fi ales ca rege.
În 20/26 aprilie 1220 principii germani adunați la Frankfurt pe Main l-au ales pe Henric ca rege romano-german, ocazie cu care împăratul a emis Confoederatio cum principibus ecclesiasticis, favorizând pe seniorii spirituali. Alegerea fusese o condiție pentru Frederic al II-lea pentru respectarea promisiunilor sale de participare la cruciada din 1215, pentru că problema succesiunii să fie deja clarificată dacă împăratul murea în cruciadă. Cu toate acestea, papa Honoriu al III-lea nu a recunoscut alegerea și retras drepturile sale asupra Regatului Siciliei, dat fiind că suveranul pontif (ca și predecesorul său) dorea să prevină uniunea siciliano-germană. De asemenea, numeroși principi germani respinseseră alegerea în primul moment.
După revenirea lui Frederic al II-lea în Italia în 1220, Henric a fost pus sub tutela lui Engelbert al II-lea de Berg, arhiepiscop de Köln, care l-a încoronat ca rege romano-german pe 8 mai 1222 la Aachen. În pofida faptului că Henric era logodit formal cu Agnes de Boemia , Engelbert plănuia căsătoria sa cu una dintre fiicele regelui Ioan I al Angliei. Totuși alianța matrimonială respectivă nu a avut loc niciodată. După moartea lui Engelbert în 1225, ducele Ludovic I de Bavaria a preluat misiunea de supraveghere a lui Henric. Tânărul rege se afla cel mai mult în grija unor ministerialis imperiali. Aceștia activau, de asemenea, ca administratori ai ducatului de Suabia. Între timp, logodna dintre Henric și prințesa boemă a fost anulată.
În Nürnberg, la 29 noiembrie 1225, din ordinul tatălui său, Henric s-a căsătorit cu o femeie cu șapte ani mai mare decât el, Margareta, fiica ducelui Leopold al VI-lea de Austria. După 16 luni, la 23 martie 1227, Margareta a fost încoronată ca regină a Sfântului Imperiu Roman în Aachen. Această uniune a produs doi fii: Henric (n.c. 1228/1234 – d.c. 1242/1245) și Frederic (n.c. 1229/1235 – d. 1251).

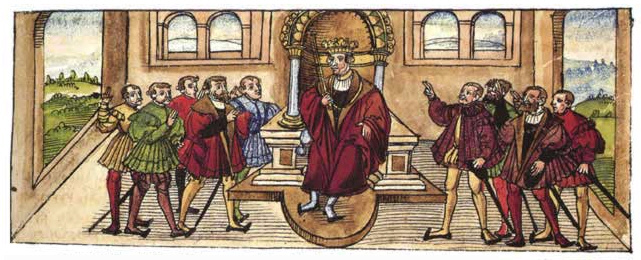
Henric al VII-lea la Würzburg în 1234, conform cronicii lui Lorenz Fries din secolul al XVI-lea

Henric se pare că a fost un conducător plin de viață și cultivat și s-a înconjurat de mulți minnesänger (trubaduri) la curtea sa. Este posibil ca el însuși să fi scris câteva Minnelieder (poeme de dragoste). 

## Rebeliunea împotriva tatălui
În 1228 el a avut o neînțelegere cu tutorele său, ducele Ludovic I de Bavaria, care era suspectat de complot alături de papă împotriva împăratului Frederic al II-lea. În jurul zilei de Crăciun a acelui an, Henric a preluat domnia, l-a constrâns pe Ludovic să se supună și s-a întors împotriva episcopului de Strasbourg. Nobilimea, nesatisfăcută de politica sa de încurajare a orașelor, l-au silit însă să emită la Worms pe 1 mai 1231 Statutum in favorem principum, în favoarea principilor și îndreptată împotriva orașelor, și ca urmare a plângerilor acestora Frederic al II-lea s-a întors împotriva fiului său (împăratul era dependent de sprijinul principilor pentru politica sa din Italia). Printre alte lucruri care au condus la creșterea discordiei dintre tată și fiu se numără și faptul că Frederic a stabilit unele regulamente referitoare la Henric în timpul minoratului acestuia, care îi reduceau din autoritate.
În 1232 Henric a jurat credință și supunere față de tatăl său la Cividale. În același an, Henric a reînnoit liga dintre Hohenstaufeni și casa regală franceză, iar în anul următor, l-a supus pe ducele Otto al IV-lea de Bavaria și de Palatinat, fiul ducelui Ludovic I de Bavaria. Cu toate acestea, în 1233/1234, el l-a stârnit din nou pe tatăl său, atunci când a intervenit împotriva inchizitorului Conrad de Marburg, într-un moment când Frederic încerca să îl aducă pe papa Grigore al IX-lea într-o alianță împotriva Ligii Lombarde.
Frederic al II-lea a reacționat cu tărie și a cerut papei Grigore al IX-lea să îi impună lui Henric interdicția canonică ceea ce s-a întâmplat pe 5 iulie 1234. Henric s-a revoltat și a format o alianță cu Liga Lombardă în decembrie. Tatăl său însuși i-a impus interdicția imperială în 1235. Henric a fost nevoit să se supună tatălui său pe 2 iulie 1235 la Wimpfen, fiind abandonat de cei mai mulți dintre susținători. Frederic al II-lea și nobilii l-au convocat pe Henric în 4 iulie 1235 la Worms și l-au detronat. Fratele său mai tânăr, Conrad, a fost numit duce de Suabia și a fost, de asemenea, ales ca rege romano-german.
Cei mai mulți dintre aliații lui Henric au fost iertați. Frederic al II-lea a reacționat față de slăbirea puterii regale apărute ca urmare a disputei cu fiul său și, printre altele, a convocat adunarea imperială (Reichsversammlung) la Mainz la 25 august 1235.

## Închisoarea și moartea
Henric a fost ținut prizonier în diferite locații din Apulia. Izolarea sa se poate să fi fost impusă atât din cauza sănătății sale, cât și a rebeliunii: analizele la care scheletul său a fost supus în 1998–1999 au demonstrat că el suferea de lepră în stadiu avansat în ultimii săi ani.
Posibil în 12 februarie 1242, Henric a murit în apropiere de Martirano, după căderea calului său pe când era mutat de acolo către Nicastro. Unii cronicari consemnează că ar fi fost vorba de o tentativă de sinucidere. Tatăl său l-a înmormântat cu onoruri refale în catedrala din Cosenza.
Frederic, cel de al doilea și singurul fiu al lui Henric care i-a supraviețuit, a fost deposedat de succesiune odată cu tatăl său, după rebeliunea din 1235. Cu toate acestea, în testamentul său, bunicul său Frederic al II-lea i-a încredințat Ducatul de Austria și Marca de Stiria, însă el nu a putut niciodată să preia stăpânirea asupra acestor posesiuni și a murit puțini ani mai târziu (cca. 1251/1252), necăsătorit și fără urmași.
În cadrul conducătorilor Regatului Germaniei, Henric este numerotat doar între paranteze, dat fiind că el nu a exercitat domnia integral, ci doar ca și co-rege alături de tatăl său.